# Invertébrés sur timbres de la République démocratique allemande
La République démocratique allemande a émis régulièrement des timbres avec des fleurs et des animaux.

## 1964
| Image | Valeur faciale | Légende                                 | Remarque                  |
| ----- | -------------- | --------------------------------------- | ------------------------- |
|       | 10 p.          | Vanessa atalanta L. — Admiral           |                           |
|       | 15 p.          | Parnassius phoebus L. — Alpen-Apollo    |                           |
|       | 20 p.          | Papilio machaon L. — Schwalbenschwanz   |                           |
|       | 40 p.          | Colias croceus Fourcr. — Postillion     | Nom exact : Colias crocea |
|       | 50 p.          | Nymphalis polychloros L. — Großer Fuchs |                           |

## 1968
| Image | Valeur faciale | Légende                                  | Remarque                      |
| ----- | -------------- | ---------------------------------------- | ----------------------------- |
|       | 10 p.          | Cicindela campestris L. — Sandlaufkäfer  |                               |
|       | 15 p.          | Cychrus caraboides L. — Schaufelläufer   |                               |
|       | 20 p.          | Adalia bipunctata L. — Marienkäfer       |                               |
|       | 25 p.          | Carabus arcensis Hrbst. — Laufkäfer      |                               |
|       | 30 p.          | Hister bipustulatus Schrk. — Stutzkäfer  |                               |
|       | 40 p.          | Pseudoclerops mutillarius F. — Buntkäfer | Synonyme : Clerus mutillarius |